# Гренсдалюр
Гренсдалюр (ісл. Grænsdalur) — невелика вулканічна система на півдні Ісландії, неподалік від міста Хверагерді, розташована в однойменній долині. Найвища точка гора Аулутюр, досягає висоти 497 м.
Розташована на сході півострова Рейк'янес. Оскільки дві геотермальні зони, що належать Грендсдалюр, розташовані в межах міста Хверагерді, то і всю вулканічну систему називають системою Хверагерді.
На північно-заході Гренсдалюр примикає до систем Генґітль і Хроумюндартиндюр, при цьому бувши найстарішою з трьох вулканічних систем. Останнє виверження відбулося в плейстоцені.
У місті Хверагерді знаходиться геотермальна область, що є чергуванням високо — і низькотемпературних областей, з фумаролами, гарячими джерелами, грязьовими котлами та невеликим гейзером під назвою Grýla, який рідко проявляє активність.
З часу сильних землетрусів 2008 року, які вразили південь Ісландії, майже згаслі геотермальні області в північно-східній частині міста відновили активність. Джерела, які лежать на схилах гори Reykjafjall і значною мірою в сфері сільськогосподарського університету, поступово стають потужнішими. Також зростає активність в сусідніх з Гренсдалюр долинах.